# Titularbistum Aquae Regiae
Aquae Regiae (ital.: Acque Regie) ist ein Titularbistum der römisch-katholischen Kirche.
Es geht zurück auf einen ehemaligen Bischofssitz in der gleichnamigen antiken Stadt in der römischen Provinz Byzacena bzw. Africa proconsularis, heute Henchir Katera in Tunesien
| Titularbischöfe von Aquae Regiae |                          |                                       |                  |                  |
| Nr.                              | Name                     | Amt                                   | von              | bis              |
| 1                                | William Joseph McDonald  | Weihbischof in Washington (USA)       | 17. März 1964    | 7. Januar 1989   |
| 2                                | György-Miklós Jakubínyi  | Weihbischof in Alba Iulia (Rumänien)  | 14. März 1990    | 8. April 1994    |
| 3                                | Guillermo Garlatti       | Weihbischof in La Plata (Argentinien) | 27. August 1994  | 20. Februar 1997 |
| 4                                | Martin Drennan           | Weihbischof in Dublin (Irland)        | 28. Mai 1997     | 23. Mai 2005     |
| 5                                | Alfonso Cortés Contreras | Weihbischof in Monterrey (Mexiko)     | 24. Juni 2005    | 10. Juli 2009    |
| 6                                | Robert Charles Evans     | Weihbischof in Providence (USA)       | 15. Oktober 2009 |                  |